# Batalha do Lago Erie
A Batalha do Lago Erie, também chamada de Batalha de Put-in-Bay foi uma batalha naval que ocorreu em 10 de setembro de 1813, no contexto da guerra de 1812, e opôs forças navais britânicas e dos Estados Unidos. 

## Visão geral
A esquadria americana era comandada pelo capitão Oliver Hazard Perry e dos navios da Royal Navy era comandada pelo capitão Robert Heriot Barclay. Foi uma vitória decisiva dos americanos, que capturaram a frota adversária e tomaram o controlo do lago, bem como o Território do Noroeste. Isto aumentou o moral da população e dos soldados americanos, após uma série de derrotas no decorrer desta guerra.

## A batalha
O primeiro tiro foi disparado, do "Detroit", às 11h45. Perry esperava colocar seus dois maiores brigs, sua nau capitânia "Lawrence" e o "Niagara", ao alcance da carronada rapidamente, mas com o vento fraco seus navios estavam ganhando muito pouca velocidade e Lawrence foi atingido por uma variedade de canhões longos montados no "Detroit" por pelo menos 20 minutos antes de ser capaz de responder de forma eficaz. Quando o "Lawrence" estava finalmente ao alcance da carronada às 12h45, seu fogo não foi tão eficaz quanto Perry esperava, seus artilheiros aparentemente sobrecarregaram as carronadas com tiros.

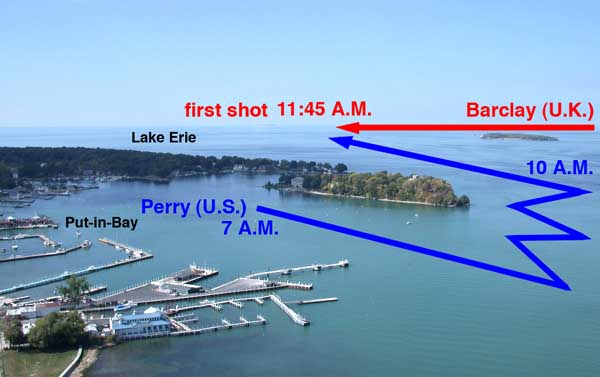
Movimentos dos esquadrões de Perry e Barclay na manhã de 10 de setembro sobrepostos a fotografia contemporânea (imagem obtida em setembro de 2004).

O "Niágara" rompeu a linha britânica à frente do "Detroit" e do "Rainha Charlotte" e ergueu-se para disparar varrendo as bordas à frente deles, enquanto o "Caledônia" e as canhoneiras americanas atiravam da popa. Embora as tripulações do "Detroit" e do "Rainha Charlotte" tenham conseguido desembaraçar os dois navios, elas não podiam mais oferecer resistência efetiva. Ambos os navios se renderam por volta das 15h. Os navios britânicos menores tentaram fugir, mas foram ultrapassados e também se renderam.